# Mikołaj Bojańczyk
Mikołaj Bojańczyk (ur. 8 czerwca 1977) – polski matematyk, informatyk i logik, profesor nauk matematycznych. Specjalizuje się w teorii automatów, zastosowaniach logiki matematycznej w informatyce, a w szczególności badaniem drzew. Profesor nadzwyczajny w Instytucie Informatyki Wydziału Matematyki, Informatyki i Mechaniki Uniwersytetu Warszawskiego.

## Życiorys
Stopień doktorski uzyskał w 2004 na podstawie pracy pt. Rozstrzygalne własności języków drzew, przygotowanej pod kierunkiem prof. Igora Walukiewicza. Habilitował się cztery lata później (2008) na podstawie dorobku naukowego i rozprawy pt. Klasyfikacja regularnych języków drzew. Tytuł naukowy profesora nauk matematycznych otrzymał w 2014. Na macierzystym Wydziale Matematyki, Informatyki i Mechaniki UW pracuje w Zakładzie Logiki Stosowanej Instytutu Informatyki. Profesorem UW został w wieku 32 lat. Wykłada m.in. języki, automaty i obliczenia oraz alfabety nieskończone.
Jest laureatem dwóch prestiżowych grantów European Research Council (ang. ERC, Europejska Rada ds. Badań Naukowych). W 2009 otrzymał grant w kategorii Starting Grant (projekt SOSNA), natomiast w 2015 - jako pierwszy Polak - w kategorii Consolidator Grant (projekt LIPA). 
Swoje prace publikował w takich czasopismach jak m.in. „Logical Methods in Computer Science", „Journal of the ACM", „Theory of Computing Systems" oraz w serii „Lecture Notes in Computer Science".
W 2006 otrzymał Nagrodę im. Witolda Lipskiego. Rok później (2007) został zaś wyróżniony Nagrodą im. Kazimierza Kuratowskiego, najbardziej prestiżową polską nagrodą dla młodych matematyków. W 2010  jako pierwszy został uhonorowany Presburger Award, nagrodą przyznaną przez European Association for Theoretical Computer Science. Laureat Nagrody Narodowego Centrum Nauki 2016.
Członek Polskiego Towarzystwa Matematycznego oraz członek Rady Narodowego Centrum Nauki w kadencji 2016-2018.